# Lahstedt
Lahstedt é um município da Alemanha localizado no distrito de Peine, estado de Baixa Saxônia.